# Fläckmattvävare
Fläckmattvävare (Lepthyphantes keyserlingi) är en spindelart som först beskrevs av Anton Ausserer 1867.  I den svenska databasen Dyntaxa används istället namnet Ipa keyserlingi. Enligt Catalogue of Life ingår fläckmattvävare i släktet Lepthyphantes och familjen täckvävarspindlar, men enligt Dyntaxa är tillhörigheten istället släktet Ipa och familjen täckvävarspindlar. Artens livsmiljö är skogslandskap, jordbrukslandskap. Inga underarter finns listade i Catalogue of Life.